# Бадија (Болоња)
Бадија је насеље у Италији у округу Болоња, региону Емилија-Ромања.
Према процени из 2011. у насељу је живело 250 становника. Насеље се налази на надморској висини од 236 м.